# 真武祠
真武祠，位于山西省临汾市汾西县姑射山老爷顶，是一座道观，现存主体建筑为明清所建，为山西省文物保护单位之一。
真武祠创建于金大定以前。现存布局系元皇庆元年（1312年）重建以后形成，六进院落依山而建，依次升高，包括中轴线上的山门戏台、看亭、韦驮殿、真武殿、文殿、铜殿、玉皇楼。真武殿使用孔雀蓝色琉璃瓦。
庙内存有元、明、清历代碑70余通。
2004年6月10日，真武祠公布为山西省文物保护单位，编号3-97。